# اولسیا دونیک
اولسیا دونیک (به انگلیسی: Olesya Dudnik) ژیمناست زادهٔ ۱۵ اوت ۱۹۷۴ میلادی اهل کشور شوروی است.